# Charlestown (Rhode Island)

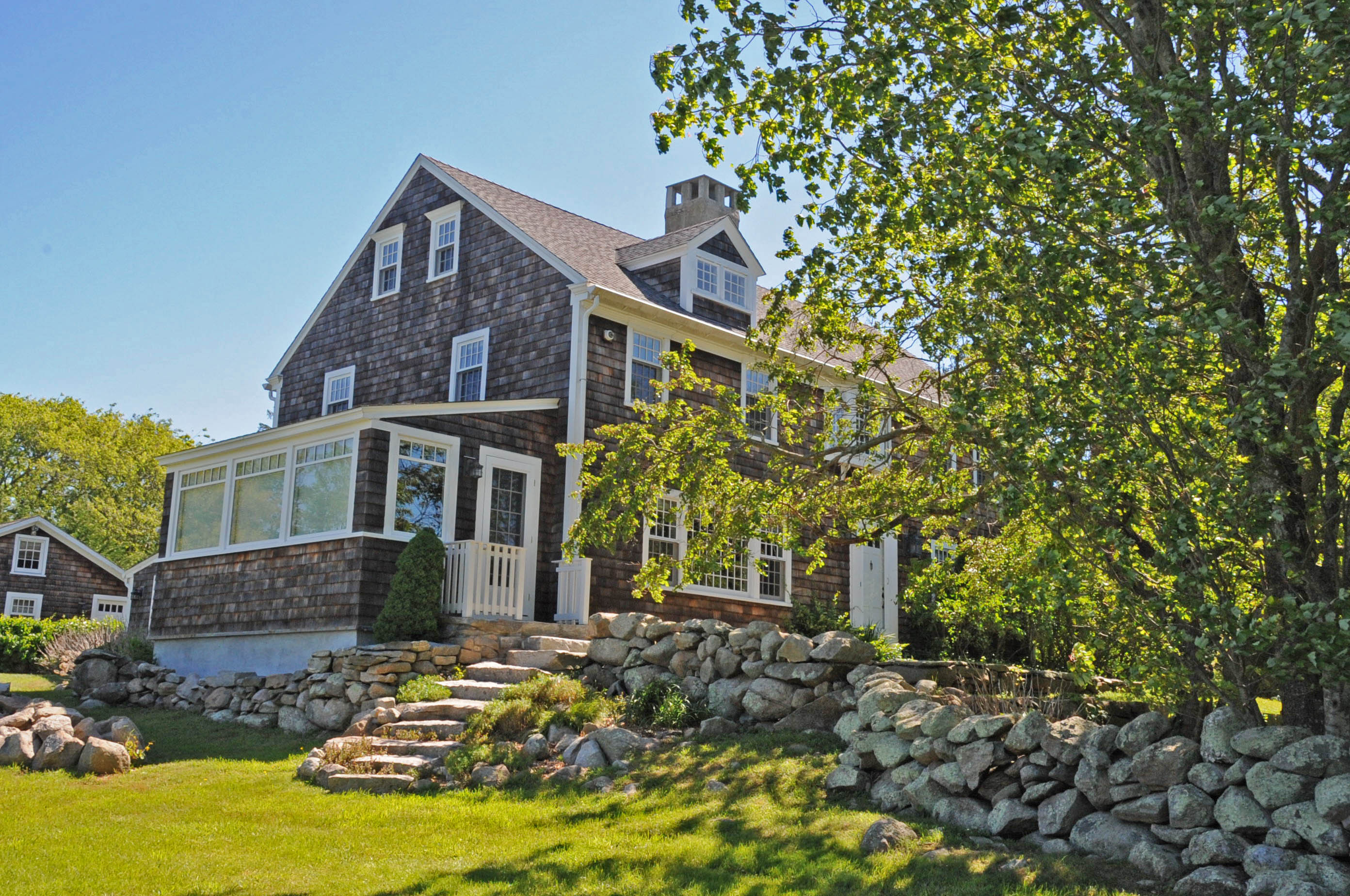
Nicol

Charlestown es una villa del Condado de Washington en Rhode Island. Su población en el 2000 fue de 7.859 según el censo de los Estados Unidos.

## Historia
Charlestown fue nombrada en honor al rey Carlos II e incorporada en 1738. Antiguamente el área formó parte de la ciudad de Westerly. Fue dividida y la parte norte del río Pawcatuck formó parte de Richmond en 1747.

## Geografía
Según la oficina del censo de Estados Unidos, la localidad tiene un área de 59,3 mi² (153,6 km²), de los cuales, 36,8 mi² (95,4 km²) son terreno y 22,5 mi² (58,1 km²) es de agua.

## Demografía
Según el censo del 2000, hay 7.859 habitantes, 3.178 propietarios y 2.278 familias residentes en la localidad, la densidad de población fue de 213,3 hab/mi² (82,4/km² ). Se encuentran 4.797 residentes unidos en una densidad cercana a 130,2 mi² (50,3)² . La población racial del pueblo fue un 96,26% blancos, 0,38% afroamericanos, 1,26% nativo americano, 0,61% asiáticos, 0,03% islas del pacífico, 0,53% pertenecen a otras razas y el 0,93% tienen dos o más razas. La población hispana de cualquier raza esta torno a 1,11% de la población.
Había 3.178 hogares de los cuales un 28,3% de los propietarios tienen hijos menores de 18 años viven con ellos, el 60,4% son parejas casadas viviendo juntos, 7,8% son mujeres solteras o sin un marido presente y 28,3% no vive ninguna familia. 21,8% de las casas fueron fabricadas para individuales y un 8,1 de los que residen en ellas tiene 65 años o más. El tamaño de una casa individual es de 2,46 y la familiar de 2,88.
En Charlestown, la población se extendió cerca un 21,8% los menores de 18 años, 6,3% de 18-24, 29,4% de 25-44, 28% de 45 a 64 y el 14,5 de aquellos de 65 años o superior. La media de edad se encuentra entre los 41 años. Por cada 100 mujeres hay 98,2 hombres. Por cada 100 mujeres de 18 años o menos hay 98,5 hombres.
La mediana de ingresos por hogar en la localidad fue de 51.491 dólares, la mediana de ingresos por familia fue de 56.866 dólares. La población masculina tuvo una media de ingresos de 40.616 dólares mientras que la población femenina tuvieron 29.474 dólares. La renta per cápita de la población fue de 25.642 dólares. Sobre el 3% de las familias y el 5,1% de la población se encuentra bajo el límite del umbral de la pobreza, incluyendo 4,7% de aquellos menores de 18 años y 4,7% mayores de 65 años de edad.

## Lugares de interés histórico nacional
- Babcock House
- District Schoolhouse No. 2
- Fort Ninigret
- Foster Cove Archeological Site
- Historic Village of the Narragansetts in Charlestown
- Indian Burial Ground
- Joseph Jeffrey House
- Shannock Historic District
- Sheffield House
- Joseph Stanton House

41°22′N 71°40′O / 41.367, -71.667
- Datos: Q1066711
- Multimedia: Charlestown, Rhode Island / Q1066711